# Commerce traditionnel en France

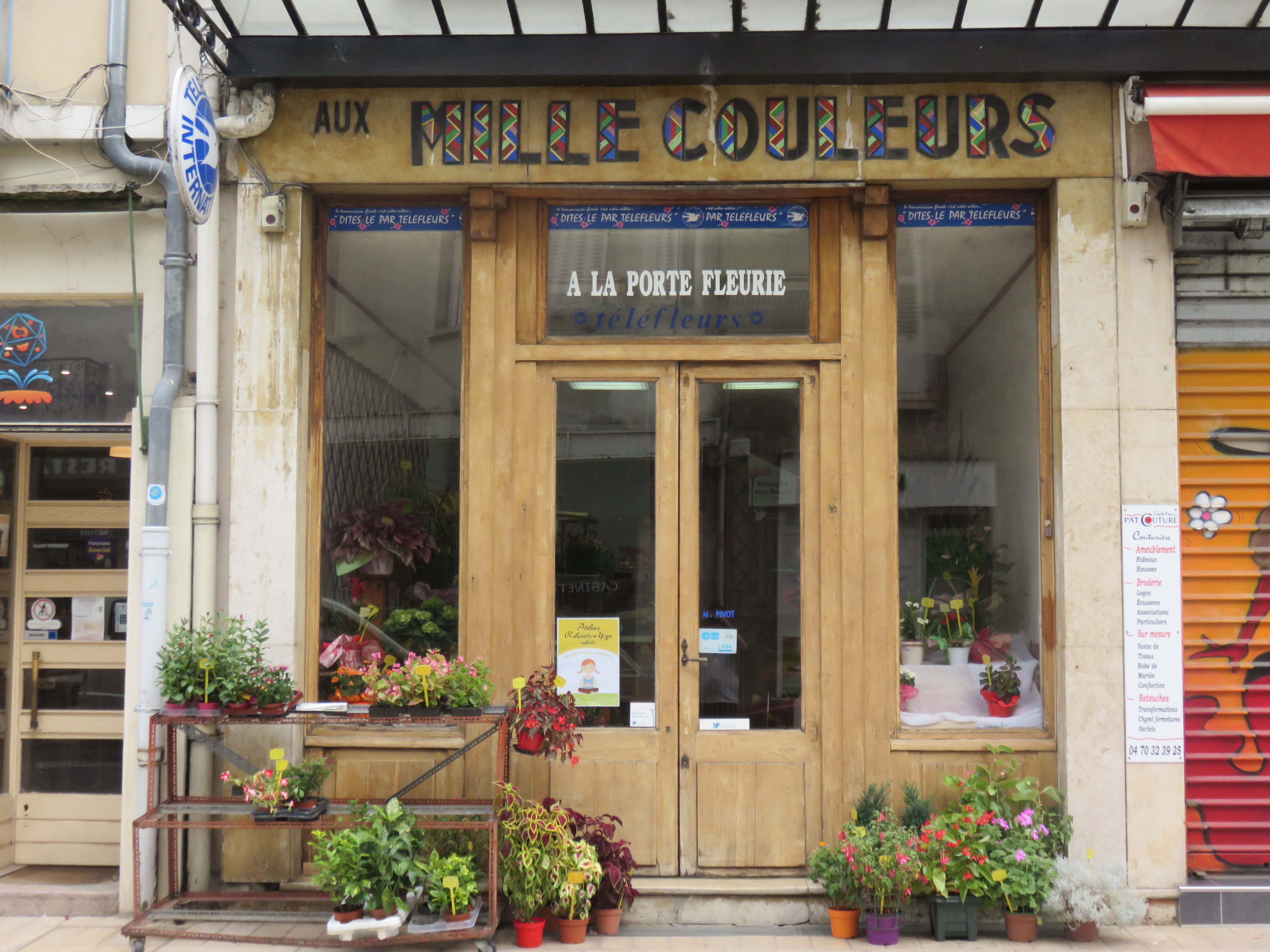
Fleuriste à Vichy en 2019

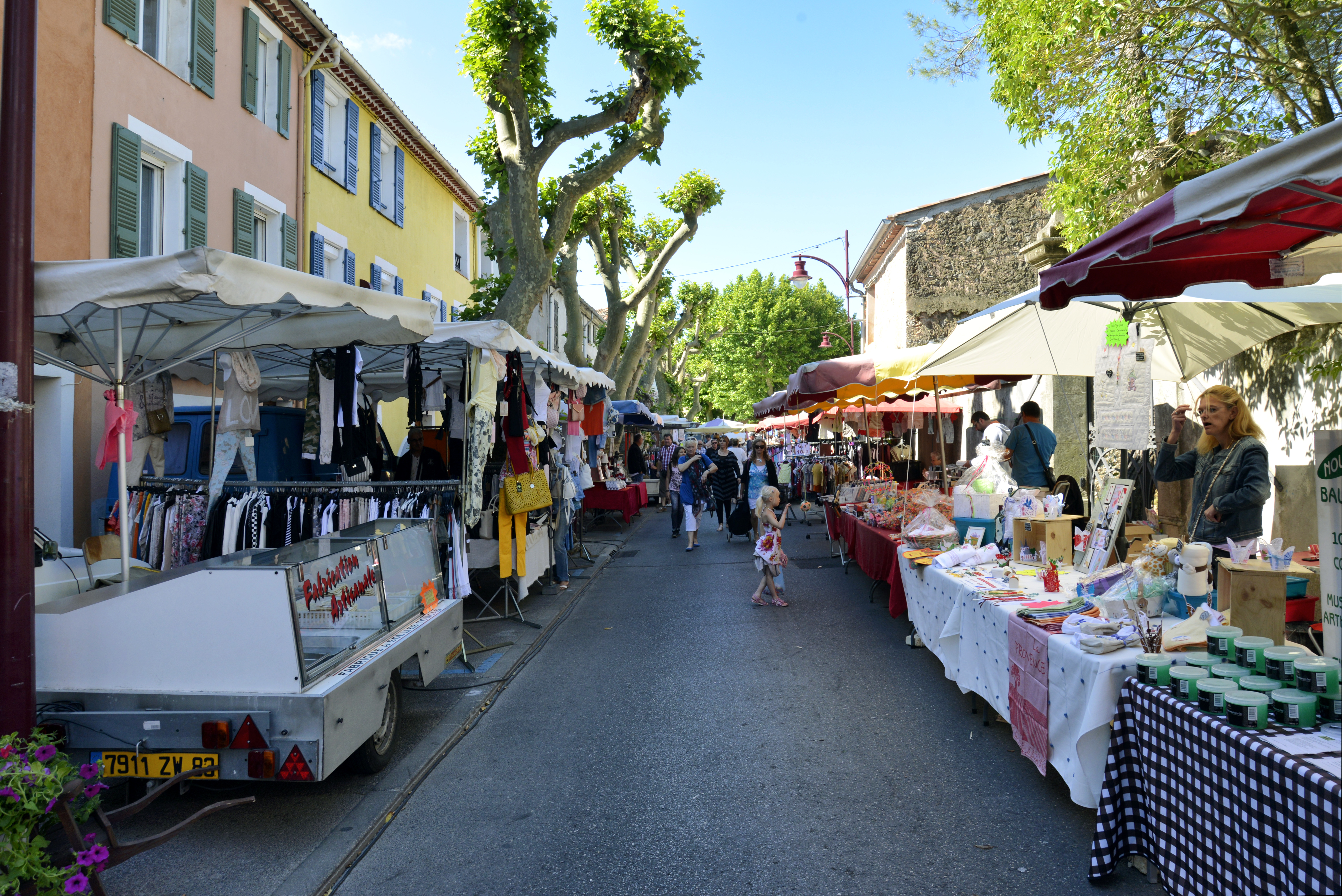
Étal de marché à Garéoult en 2015

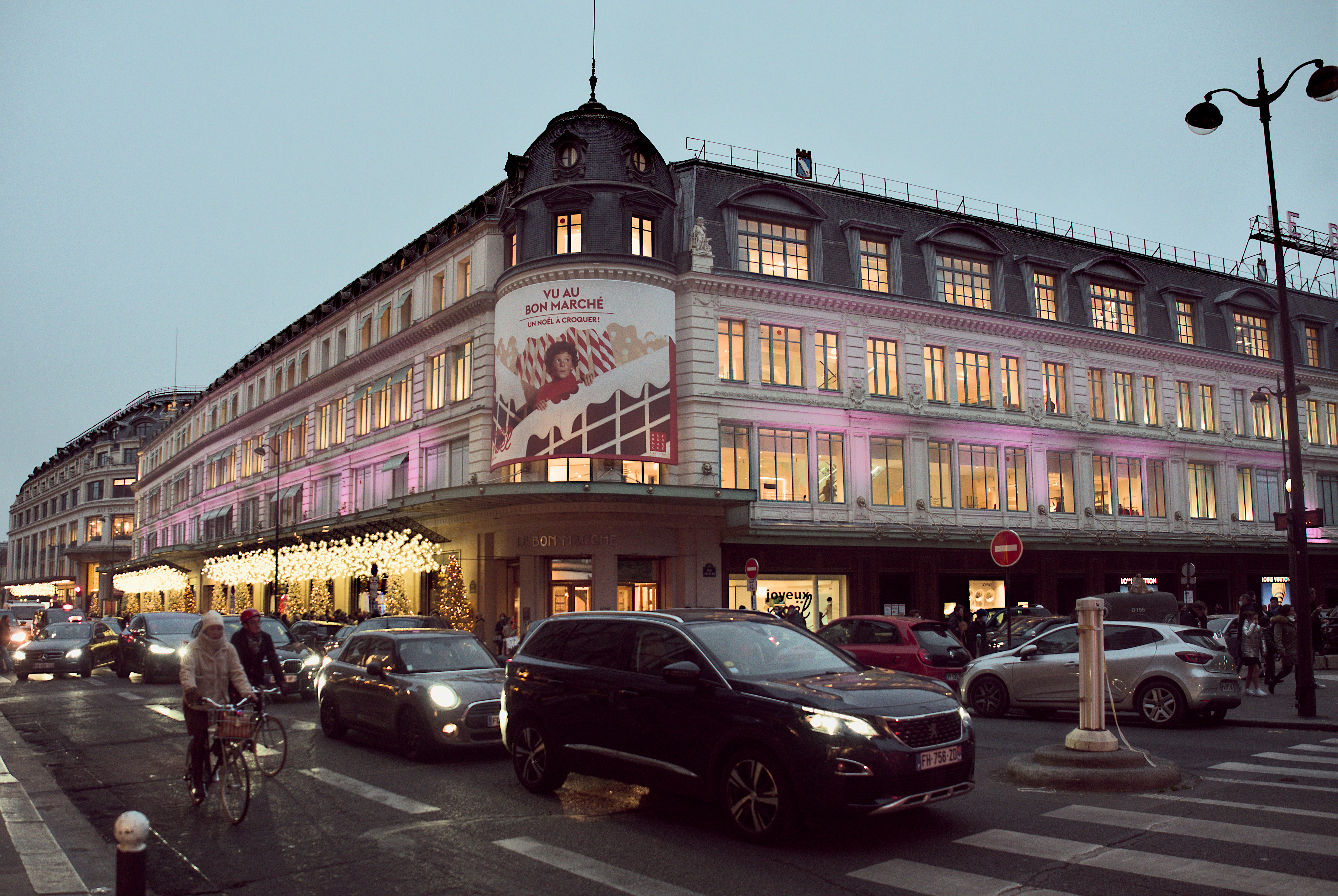
Grand magasin du Bon Marché à Paris en 2021

Le commerce traditionnel en France, commerce classique ou commerce physique est, dans ce pays, l'ensemble des activités et agents économiques qui exercent sur un secteur dont l'existence et les méthodes sont ancestrales qui s'opposent, voire résistent au développement de nouvelles formes de négoce tel que le commerce en ligne (ou e-commerce).

## Présentation
Le terme de « commerce traditionnel » correspond à l’ensemble des activités exerçant dans un secteur commercial, dont les méthodes sont anciennes, voire ancestrales et qui se transmet très souvent de façon générationnelle. 
Basée sur l'existence de boutique physiques (d'étals de marché, véhicule de forain, de vente à la ferme, etc...), les principales méthodes de vente sont liées à la vente en gros ou au détail.
Lié au contexte géographique, cette forme de commerce intervient dans la vie quotidienne des consommateurs qui en ont une représentation physique et donc tangible sans avoir recours à tout moyen technique. Ce type de commerce s'oppose donc essentiellement au commerce électronique en proposant aux clients consommateurs les produits et les services, au bon moment et au bon endroit

## Historique

### L'âge d'or
Depuis l'Antiquité jusqu'au milieu du XXe siècle, le commerce traditionnel, généralement représenté par des commerces de détail également dénommés boutiques ainsi que les étals de marché, situés en ville ou dans les gros villages, correspondent essentiellement à de la vente de biens ou de services auprès de particuliers.
Le commerce de détail traditionnel connait durant le XVIIIe siècle et XIXe siècle une diversification entrainant un essor rapide avec l'apparition des grands magasins puis l'apparition des commerces de grande distribution dans les années 1950.
Entre 1945 à 1953, l'évolution du commerce traditionnel se caractérise par une augmentation très importante du nombre de magasins et par une absence presque totale de politique de réforme des circuits commerciaux, puis la période de 1953 à 1958, connait la concentration et l'allégement des structures commerciales accompagné par l'apparition de préoccupations politiques pour le secteur. Une troisième période se limitant à la fin des années 1950, lors desquelles la diffusion d’innovations commerciales s’accélère. Un encouragement politique du développement des supermarchés jusqu’au milieu des années 1960 puis la « modernisation commerciale » avec une reforme de la distribution va entraîner un fort mécontentement de la part des petits commerçants dont certains se regroupent en organisation de défense de leur corporation. L'organisation du système commercial évolue alors avec l'apparition de réseaux de commerces franchisés durant les années 1970 et 1980.
L'apparition du commerce en ligne à la fin du XXe siècle lié à la démocratisation de l'informatique et l'usage du réseau internet va bientôt entraîner de nouveaux comportements chez les consommateurs français,.

### Une rapide récession
La mise en place et la rapide évolution du commerce électronique au début du XXIe siècle, notamment d'une entreprise du e-commerce américaine, entraîne certaines critiques, notamment dans le risque de voir disparaître assez rapidement l'ancienne forme de commerce ainsi qu'une une modification définitive de style de vie des citoyens consommateurs comme le déclare le patron d'une grande enseigne de commerce physique dans un article publié sur le site du journal Les Échos le 3 août 2018. Le confinement lié à la pandémie de COVID-19 a eu pour effet d’accélérer la croissance de l’e-commerce en France en donnant également de nouvelles habitudes aux Français.
En France, entre 2014 et 2021, les ventes du e-commerce sont passées à 112,2 milliards, ce qui représente une croissance de 96,5% ce qui correspond à 13,4% des ventes du commerce de détail, alors que ce chiffre n’était que de 9,8% en 2019. L'indice publié par l’expert Cushman & Wakefield auteur d'une vaste étude sur le bilan 2020 des commerces en France indique que le petit commerce physique finit l’année avec une baise de 7,1%, de 31% pour les grands magasins. La part de marché du e-commerce passe de 9,8% du chiffre d’affaires du commerce de détail en 2019 à 13,4% en 2020 selon la FEVAD.
Dans certaines villes françaises, à l'instar de Montmirail, petite ville du département de la Marne, de nombreux petits commerces fragilisés par la crise puis aux confinements successifs liés à la pandémie ont fini par définitivement baisser leurs rideaux, les commerçants accusant le commerce en ligne d'être en grande partie à l'origine de leurs fermeture.

## Avantages et inconvénients
Si le principal inconvénient du commerce physique de détail n'est de ne pas pouvoir proposer une quantité très importante (voire quasiment « à l'infini ») de biens à l'instar des sites internet qui peuvent présenter des milliers de pages de produits, il reste pour le consommateur la possibilité de pouvoir voir et tester les produits présents en stock et déclencher ainsi plus facilement la décision d'achat. 
Les garanties fournies par le magasin, la disponibilité immédiate du produit et la possibilité de retour sans utiliser de services d'envoi, restent toujours les principaux avantages du commerce physique. En outre de nombreux produits, notamment au niveau alimentaire ou ménager sont bien recherchés par le consommateur dans des commerces de proximité, ne serait-ce pour la garantie de fraîcheur et l'aspect qui restent impossible à vérifier par le biais d'un écran d'ordinateur ou de smartphone.